# Templo hindú de Benalmádena
El templo hindú de Benalmádena es un edificio religioso situado en la localidad de Arroyo de la Miel, en la provincia de Málaga, España. Fue inaugurado en 2001 y está inspirado en los modelos de los templos de Khajuraho del estado de Madhya Pradesh, en India. Fue diseñado por los arquitectos José Manuel García Pérez y Félix Naveira Lampérez. 
El templo se sustenta sobre una plataforma con forma de cruz, inserta en un jardín de pequeñas dimensiones. La sikhara es el elemento principal del edificio y está rematado por una amalaka, alcanzando los 14 metros de altura. La decoración exterior se basa en simples formas escalonadas y geométricas. En el interior, el altar principal se destaca mediante pilares que lo enmarcan.